# Echiniscus insuetus
Echiniscus insuetus är en djurart som tillhör fylumet trögkrypare, och som beskrevs av Mihelcic 1967. Echiniscus insuetus ingår i släktet Echiniscus och familjen Echiniscidae. Inga underarter finns listade i Catalogue of Life.